# 115-ös busz (Miskolc)
A miskolci 115-ös buszjárat 1977. május 2. – 1990. május 31. között közlekedett gyorsjáratként, Majális park – Ómassa útvonalon.
A két állomás közti távot 25 perc alatt tette meg.

## Megállóhelyei
Majális park – Hegyalja út – Vadas Jenő utca – Massai út – Ómassa
Ómassa – Massai út – Vadas Jenő utca – Hegyalja út – Majális park